# Lingue apache
Le lingue apache (dette anche Athabaska meridionali) sono un ramo delle lingue athabaska diffuso essenzialmente nel Sudovest degli Stati Uniti (comprendente gli stati dell'Arizona, del Nuovo Messico, del Colorado, dello Utah e del Texas) e nello stato messicano di Sonora. Queste lingue vengono parlate da vari gruppi di genti apache e navajo.
Gli Apache occidentali chiamano la loro lingua Nnee biyáti’ o Ndee biyáti’. I Navajo invece Diné bizaad.
Ci sono stati diversi personaggi storici che parlavano una varietà di apache come lingua madre, fra cui il celebre capo apache Geronimo (Goyaałé) (che parlava chiricahua) e Manuelito (che parlava navajo).

## Classificazione
Le sette lingue apache si suddividono in due sottovarianti a seconda della classificazione di Harry Hoijer: (I) Pianure (II) Sud-Ovest.  L'apache di pianura è l'unico membro non estinto del gruppo omonimo. Il gruppo sudoccidentale si può ulteriormente suddividere in due sottogruppi (A) Occidentale e (B) Orientale.  Il sottogruppo occidentale si compone dell'apache occidentale, del navajo e del chiricahua. Il sottogruppo orientale è formato dal jicarilla e dal lipan.
I. Delle pianure
1 Lingua apache di pianura o Kiowa-Apache
II. Sudoccidentale
A. Occidentale
i. Chiricahua-Mescalero
2. lingua chiricahua
3. lingua mescalero
4. lingua navajo
5. lingua apache occidentale o Coyotero Apache
B. Orientale
6. lingua jicarilla
7. lingua lipan
La classificazione di Hoijer si basa essenzialmente sulle differenze di pronuncia della consonante iniziale dei sostantivi e delle radici verbali. La prima classificazione di questa lingua risale al 1938 e aveva soltanto due rami linguistici che comprendeva l'apache di pianura e le altre lingue orientali (p.e. jicarilla e lipan).
Il mescalero e il chiricahua sono considerate lingue diverse anche se sono vicendevolmente comprensibili (Ethnologue li considera la stessa lingua). L'apache occidentale (soprattutto la varietà linguistica Dilzhe) e il navajo sono più simili tra loro di quanto non lo siano il mescalero e il chiricahua. Il lipan e l'apache di pianura sono pressoché estinti (il lipan potrebbe già esserlo). Il chiricahua è in grave pericolo. Anche il mescalero, il jicarilla e l'apache occidentale lo sono ma per fortuna i bambini imparano ancora la lingua sebbene il numero di parlanti in età scolare sia in diminuzione. Il navajo è una delle lingue nordamericane più forti, anche se il suo uso tra i bambini delle elementari è sceso dal 90% al 30% nel 1998.

## Fonetica
Tutte le lingue apache presentano tratti fonetici simili. La descrizione sotto si concentrerà essenzialmente sull'apache occidentale. Ci si possono attendere piccole varietà di questa descrizione in altre lingue imparentate (p.e. navajo, jicarilla e chiricahua).

### Consonanti
Le lingue apache hanno un repertorio consonantico simile a quello delle 33 consonanti sotto (che si basa principalmente sull'apache occidentale):
|                       |                        | Labiali | Alveolari | Alveolari | Laterali | Palatali | Velari   | Glottali |
| (serie di affricate.) |                        | Labiali | Alveolari |           |          |          | Velari   | Glottali |
| occlusive             | non aspirate           | p       | t         | ʦ         | tɬ       | ʧ        | k (kʷ)   |          |
| occlusive             | aspirate               |         | tʰ        | ʦʰ        | tɬʰ      | ʧʰ       | kʰ (kʷʰ) |          |
| occlusive             | eiettive               |         | t'        | ʦ'        | tɬ'      | ʧ'       | k'       | ʔ        |
| occlusive             | prenasalizzate/ sonore | (mb)    | (nd/d/n)  |           |          |          |          |          |
| Nasali                | semplici               | m       | n         |           |          |          |          |          |
| Nasali                | glottalizzate          | (ˀm)    | (ˀn)      |           |          |          |          |          |
| Fricative             | sorde                  |         |           | s         | ɬ        | ʃ        | x        | h        |
| Fricative             | sonore                 | (v)     |           | z         | l        | ʒ        | ɣ (ɣʷ)   |          |
| approssimanti         | approssimanti          |         |           |           |          | j        | (w)      |          |

- Solo il navajo e l'apache occidentale hanno suoni nasali.

#### Ortografia (consonanti)
L'ortografia pratica corrisponde grosso modo alla pronuncia delle lingue apache (in opposizione al sistema di scrittura dell'inglese o del vietnamita). Sotto si trova una tabella che accosta l'annotazione fonetica con il simbolo ortografico:
| IPA  | traslitterazione | IPA   | traslitterazione | IPA   | traslitterazione | IPA   | traslitterazione |
| ---- | ---------------- | ----- | ---------------- | ----- | ---------------- | ----- | ---------------- |
| [t]  | d                | [tʰ]  | t                | [t']  | t'               | [ j ] | y                |
| [k]  | g                | [kʰ]  | k                | [k']  | k'               | [h]   | h                |
| [ʦ]  | dz               | [ʦʰ]  | ts               | [ʦ']  | ts'              | [ʔ]   | '                |
| [ʧ]  | j                | [ʧʰ]  | ch               | [ʧ']  | ch'              | [l]   | l                |
| [tɮ] | dl               | [tɬʰ] | tł               | [tɬ'] | tł'              | [ɬ]   | ł                |
| [p]  | b                | [pʰ]  | p                | [mb]  | b/m              | [nd]  | d/n/nd           |
| [s]  | s                | [ʃ]   | sh               | [m]   | m                | [n]   | n                |
| [z]  | z                | [ʒ]   | zh               | [ʔm]  | 'm               | [ʔn]  | 'n               |
| [x]  | h                |       |                  |       |                  |       |                  |
| [ɣ]  | gh               |       |                  |       |                  |       |                  |

Alcune convenzioni di traslitterazione: 
1. Le fricative [h] e [x] vengono scritte come h. (vedi anche #2 sotto)
2. La fricativa [x] si scrive di solito h, ma dopo o può essere scritta come hw, specialmente in apache occidentale (può essere pronunciata come [xʷ]).
3. La fricativa [ɣ] si scrive gh la maggior parte delle volte, ma prima di i e di e si scrive y (& si può pronunciare [ʝ]), e prima di o si scrive come w (si può scrivere [ɣʷ]).
4. Tutte le parole che cominciano per vocale vengono pronunciate con un colpo di glottide ’ [ʔ].  Questo colpo di glottide non si scrive mai all'inizio di una parola.
5. Alcune parole si scrivono o come d o n o nd, a seconda del dialetto di alcuni parlanti. Questo viene rappresentato nella tabella consonantica sopra come [nd].  Lo stesso si applica a b e m in alcune parole.
6. In molte parole n si può trovare in una sillaba unica, nel qual caso si tratta di un [n̩] sillabico.  Non viene indicato nella traslitterazione.

### Vocali
Le lingue apache hanno quattro vocali con luoghi di articolazione contrastanti (come viene scritto in un'ortografia "pratica" generale):
|         | Anteriori | Centrali | Posteriori |
| Alte    | i         |          |            |
| Mediane | e         |          | o          |
| Basse   |           | a        |            |

Anche queste vocali possono essere corte o lunghe e orali (non nasali) o nasali. Le vocali nasali sono indicate da un diacritico (o uncino nasale) chiamato codetta, ˛ (preso in prestito dall'ortografia polacca) in apache occidentale, navajo e mescalero, mentre in jicarilla le vocali nasali sono indicate da un'evidenziazione della vocale. Nel chiricahua di Fort Sill le vocali nasali vengono indicate da una cediglia. Questo dà vita a sedici vocali diverse:
|        |        | Centrali alte | Anteriori medie | Posteriori medie | Centrali basse |
| Orali  | corte  | i             | e               | o                | a              |
| Orali  | lunghe | ii            | ee              | oo               | aa             |
| Nasali | corte  | į             | ę               | ǫ                | ą              |
| Nasali | lunghe | įį            | ęę              | ǫǫ               | ąą             |

Gli equivalenti in IPA delle vocali orali dell'apache occidentale sono:
i = ɪ, ii = iː,
e = ɛ, ee = ɛː,
o = o, oo = ʊː,
a = ɐ, aa = ɑː.
In lingua apache occidentale le vocali ortografiche o e oo sono scritte u in certi contesti.  Questi contesti non includono le vocali nasalizzate, perciò la nasale u non si troverà mai nell'ortografia. Questa pratica perdura nel presente (forse in un certo senso senza consistenza).
Tuttavia nelle opere di Harry Hoijer e di altri linguisti americani tutte le vocali in o sono scritte come o.  In maniera simile, il Navajo non utilizza la u ortografica e utilizza la vocale o.
In Chiricahua e Mescalero, questa vocale si scrive u in tutti i contesti (compresa la ų/u̧ nasalizzata).
Altre pratiche possono essere utilizzate nelle lingue apache.

### Toni
Le lingue apache sono lingue tonali.  Hoijer e altri linguisti analizzano le lingue apache come lingue con un sistema fonetico-semantico di 4 toni (utilizzando il sistema di trascrizione americano):
- alto (contrassegnato da un accento acuto ´, Esempio: á)
- basso (contrassegnato da un accento grave `, Esempio: à)
- crescente (contrassegnato da un háček ˇ, Esempio: ǎ)
- calante (contrassegnato da un accento circonflesso ˆ, Esempio: â)